# Vladimir Zavadskij
Vladimir Vasiljevič Zavadskij (rusky Владимир Васильевич Завадский, 11. ledna 1978 – 28. listopadu 2023) byl ruský generálmajor, zástupce velitele 14. armádního sboru ruského námořnictva. Byl zabit během ruské invaze na Ukrajinu v listopadu 2023 nášlapnou minou. O jeho smrti nejprve informovala britská stanice BBC, teprve počátkem prosince 2023 ji potvrdil gubernátor Voroněžské oblasti Alexandr Gusev.